# Piel salvaje
Piel salvaje es una telenovela venezolana realizada por RCTV Producciones en el año 2015. Distribuido por RCTV Internacional. Es una adaptación del escritor Martín Hahn de la telenovela La fiera, escrita por Julio César Mármol en 1978.
Está protagonizada por Irene Esser y Carlos Felipe Álvarez, y con las participaciones antagónicas de Carlos Cruz, Flavia Gleske, Marjorie Magri, Beba Rojas, César Román y el primer actor Javier Vidal.

## Sinopsis
Esta es una historia de amor que se desarrolla dentro de un universo de glamur y de belleza, en un contexto urbano y contemporáneo, donde la ciudad sirve de testigo a las situaciones por donde transitan los personajes. 
Dos familias muy poderosas económicamente rivalizan por conquistar el mercado de cosméticos, Mascarada y Capricho´s. Ezequiel López-Méndez (Carlos Cruz) y Fausto Aragón de la Rosa (Javier Vidal), patriarcas y dueños de estos consorcios, desde hace un tiempo se han declarado una guerra a muerte, y han arrastrado a sus hijos en ese fiero combate. Es una contienda desleal, llena de acciones fraudulentas, boicots y robos de patentes, así es el diario vivir de ambos bandos.
Camila Espino (Irene Esser), la protagonista de la historia, es una joven hermosa, sencilla, luchadora, ingeniosa, divertida e impulsiva, que pasa como un torbellino dejando todo revuelto a su alrededor. La calle fue su hogar en los primeros años de su vida, hasta que en la adolescencia va a un refugio de niñas regentado por monjas y adopta a una de las monjas como su madre.
Maximiliano Esquivel (Carlos Felipe Álvarez), el protagonista, es hijo natural del magnate Ezequiel López-Méndez, quien a pesar de no haberlo reconocido, se encargó de su educación, Max es un exitoso Abogado Mercantil, que trabaja para la empresa de cosméticos de la familia, Mascarada MakeUp. Su madre, Marcelina Esquivel (Julie Restifo), es una mujer delicada de salud que vive al cuidado de una enfermera.
Tres grupos humanos reúnen a los personajes de esta historia, la familia López-Méndez, rica de cuna, dueña del consorcio Mascarada, cuyo patriarca es Ezequiel; la familia Aragón de la Rosa, también de mucho dinero, dueña de la marca Capricho's, comandados por Fausto; y el tercer grupo conformado por personajes populares, con características diversas y muy coloridos. Los caminos que recorren todos los personajes de la novela se van a ir entretejiendo a lo largo de la historia, dando origen a acciones y consecuencias, tal como ocurre en la vida real.

## Elenco
- Irene Esser - Camila Espino / Isabel Blanco / Camila Aragón de la Rosa
- Carlos Felipe Álvarez - Maximiliano Esquivel
- Carlos Cruz - Ezequiel López-Méndez
- Flavia Gleske - Octavia Esquivel
- Estefanía López - Amelia Aragón de la Rosa
- Marjorie Magri - Astrid Salamanqués
- Beba Rojas - La Chila Pérez
- Michelle Taurel - Julia López-Méndez
- Gabriel López - Leandro López-Méndez
- Kiara - Patricia de Aragón de la Rosa
- Amanda Gutiérrez - Elda de Salamanqués
- Gledys Ibarra - Madre Isabel
- Julie Restifo - Marcelina Esquivel
- Javier Vidal - Fausto Aragón de la Rosa
- Rolando Padilla - Luciano Salamanqués
- Rafael Romero - Alberto Torrealba
- Cayito Aponte - Padre Tiziano
- César Román - Roger Aragón de la Rosa
- Carlos Camacho - Celso Urbaneja
- Ángel Casallas - Axel Infante
- Daniel Vásquez - Gregorio Aragón de la Rosa
- Ángel David Díaz - Sebastián López-Méndez
- Fabiola Arce - Rosario Pérez
- Augusto Nitti - Javier López-Méndez
- Mariely Alcalá - Doris Lugo
- Asier Brightman - Moisés Castro "Moi"
- César Maluenga - Jesús Merchán "Chuchi"
- Patricia Amenta - Yeli González
- Germán Anzola - Fernando Aragón de la Rosa
- Andrés Aponte - Santiago
- Hilel Potaznik - Antonio
- Carla Russo - Sonia
- Laureano Olivares - Roberto

### Actuaciones especiales
- Dora Mazzone - Rosa Blanco / Rosa López "Rosita"
- Juliet Lima - Miriam Dorantes
- Eduardo Romero - El Dj
- Héctor Peña - Alfredo
- Alessandra Micelli - Chantal Espino (la niña de Camila Espino)
- Jordán Piña - Héctor Blanco
- Armando Acuña - Aldo
- Dennis Hernández - Pura
- Luis Losacco - Javier Carrasco
- Mariú Favaro - Támara López
- Agustín Segnini - Marcos Aragón de la Rosa
- Jorge Melo - Jefe de Policía anti-explosivos
- Cristóbal Lander - Bernardo
- Pedro Padrino

## Versiones
- La primera versión de esta telenovela fue producida y transmitida por RCTV en 1978, bajo el nombre de La fiera, protagonizada por Doris Wells y José Bardina.

- La segunda versión también fue hecha por RCTV en 1994, esta vez llamada Pura sangre, protagonizada por Lilibeth Morillo y Simón Pestana.

## Emisiones internacionales
- Eva Televisión
- TC Televisión
- Teleamazonas
- Telepacífico
- Caracol Televisión
- IVC Network
- Gotv
- Telecadena 7 y 4
- Telemix Internacional
- Glitz*
- Chilevisión
- El Trece
- Cubavisión
- Guatevisión
- Telesistema
- Bolivisión
- Televicentro
- Monte Carlo TV
- TCS Canal 2
- SNT
- Surt TV
- ATV
- Azteca 7
- Diema Family